# Jake Brockman
Jake Brockman (ur. 18 listopada 1955 na Borneo, zm. 1 września 2009 w Kirk Michael) – brytyjski pianista. Były członek grupy muzycznej Echo & the Bunnymen.
Brockman zmarł 1 września 2009 w wyniku obrażeń odniesionych podczas wypadku motocyklowego.